# 8-й навчальний центр ДССТ (Україна)
8 навчальний Чернігівський центр Державної спеціальної служби транспорту (8 НЦ ДССТ, в/ч Т0500) — військове формування Державної спеціальної служби транспорту Міністерства оборони України.

## Історія
8 навчальний центр Державної спеціальної служби транспорту сформований у серпні 1949 року. Особовий склад частини брав участь у будівництві міжнародної залізничної лінії Володимир-Волинський-Грубешув (Польща), прокладанні Байкало-Амурської Магістралі, в роботах по ліквідації наслідків аварії на Чорнобильській АЕС та землетрусу у Вірменії.
В 1992 році 8-й окремий учбовий залізничний полк (в/ч 92422) перейшов під юрисдикцію України та ввійшов до складу Залізничних військ України. Головним завданням частини була підготовка сержантів та фахівців для частин залізничних військ.
На підставі директиви Міністра оборони України присвоєно нове умовне найменування - військова частина А3351.
Військовослужбовцями полку був наведений тимчасовий автодорожній міст через річку Десна, що дозволило багатьом господарствам, які знаходились на другому її березі, зберегти чимало пального, значно скоротити шлях доставки пасажирів та вантажів. У 1997 році особовий склад підрозділу побудував 7 км залізничної колії від бази зберігання сировини до Замглайського торфо-брикетного заводу, що сприяло відновленню роботи цього підприємства після півторарічного простою.
До 50-річчя з дня створення частини у 2000 році указом Президента України залізничному полку залізничних військ присвоєно почесне звання Чернігівський. Полк був виключений зі складу Збройних Сил України, оскільки згідно з рішенням Кабінету міністрів України Залізничні війська передавались до складу Міністерства транспорту України. 
В 2004 році Чернігівський залізничний полк був переформований у 8 навчальний центр Державної спеціальної служби транспорту. Наказом Міністерства транспорту України присвоєно умовне найменування - військова частина Т0500.